# Conversas no Quintal
Conversas no Quintal é uma série angolana, exibida pelo canal Televisão Pública de Angola (TPA) desde 2003. 

## Sinopse
Há mais de vinte anos com emissões regulares esta série de humor tem uma grande popularidade em Angola. Uma família e os seus casos permanentes com personagens que tentam espelhar as diferentes formas de estar em Angola. Com duração de uma hora, e periodicidade semanal este espaço de humor segue a velha tradição de levar o teatro de humor para a televisão. A maioria dos actores e actrizes fazem parte de grupos de teatro com muito relevo social em angola. O pai, a mãe, os filhos, o avô e a empregada, bem como o vizinho, todos conspiram de forma a levar a melhor. Uma série muito bem-humorada e que tem uma longa tradição na história da televisão angolana. 

## Elenco
- Mónica Cirilo - Dona Vitória[3]
- João Morgado - Avó Casuarino[3]
- Vanda Pedro - Luena[3]
- Wime Bráulio - Quizua[3]
- Luís Kifas - Sidónio[3]
- Josefina dos Santos - Lembinha[3]
- Orlando Sérgio - Moisés Adão[3]
- Edusa Chindecasse - Maristela[3]